# Heckler & Koch USP
De USP (Universale Selbstladepistole) is een semiautomatisch pistool ontwikkeld door de Duitse wapenfabrikant Heckler & Koch.

## Ontwikkeling
De USP werd in de jaren 90 door Heckler & Koch ontwikkeld met het oog op de Amerikaanse politiemarkt. Voor een deel werd de USP gebaseerd op voorganger P7. Ook werd gekeken naar de succesvolle innovaties van de P9S en de VP70Z.

## Varianten
De USP is verkrijgbaar in meerdere kalibers en varianten, niet elke combinatie is verkrijgbaar.
Kalibers
- 9x19mm Parabellum
- .357 SIG (alleen Compact)
- .40 S&W
- .45 ACP

Varianten
- USP Compact
- USP Elite
- USP Expert
- USP Match
- USP Tactical

## Specificaties
- Gewicht (leeg): 667 tot 875 gram
- Lengte: 194 tot 224 mm
- Lengte loop: 91 tot 153 mm
- Magazijn: 8 tot 15 patronen

## Gebruikers
De USP is vanaf 1994 in Duitsland in gebruik genomen door de Bundeswehr, deze versie heet P8. De P10 is de variant in gebruik bij veel Duitse politie-eenheden. In 2004 werd H&K gekozen om de pistolen voor het Amerikaanse Homeland Security te leveren, een deel hiervan bestond uit USP's en een deel uit vergelijkbare pistolen als de P2000.
De H&K USP is behalve in de VS en Duitsland in nog zo'n twaalf andere landen in gebruik als dienstwapen bij leger en politie.